# Igram
Igram (węg. Igrám) – słowacka wieś (obec), znajdująca się w kraju bratysławskim, w powiecie Senec.